# Grizzli
Ursus arctos horribilis
Pour les articles homonymes, voir Grizzly (homonymie).
Sous-espèce
Statut de conservation UICN

LC : Préoccupation mineure
Répartition géographique
Le grizzli ou grizzly (Ursus arctos horribilis) est un mammifère omnivore de la famille des ursidés, considéré comme une sous-espèce de l'ours brun, commune au Nord des États-Unis et au Canada. À l'état sauvage, il existe entre 30 000 et 45 000 individus.

## Description

### Dénomination
Le nom grizzli est emprunté à l'anglo-américain « grizzly bear » (ours grisâtre).
De nombreux scientifiques connaissaient l'existence du grizzli mais leurs descriptions s'appuyaient uniquement sur des sources de seconde main. L'expédition Lewis et Clark en Louisiane de 1804 à 1806 donne l'occasion aux deux explorateurs Meriwether Lewis et William Clark de rencontrer l'animal et de le décrire. Quand le naturaliste George Ord lit leur compte rendu qui évoque la férocité de l'ours, il lui donne le nom scientifique d'« Ursus horribilis » (ours horrible).

### Biométrie

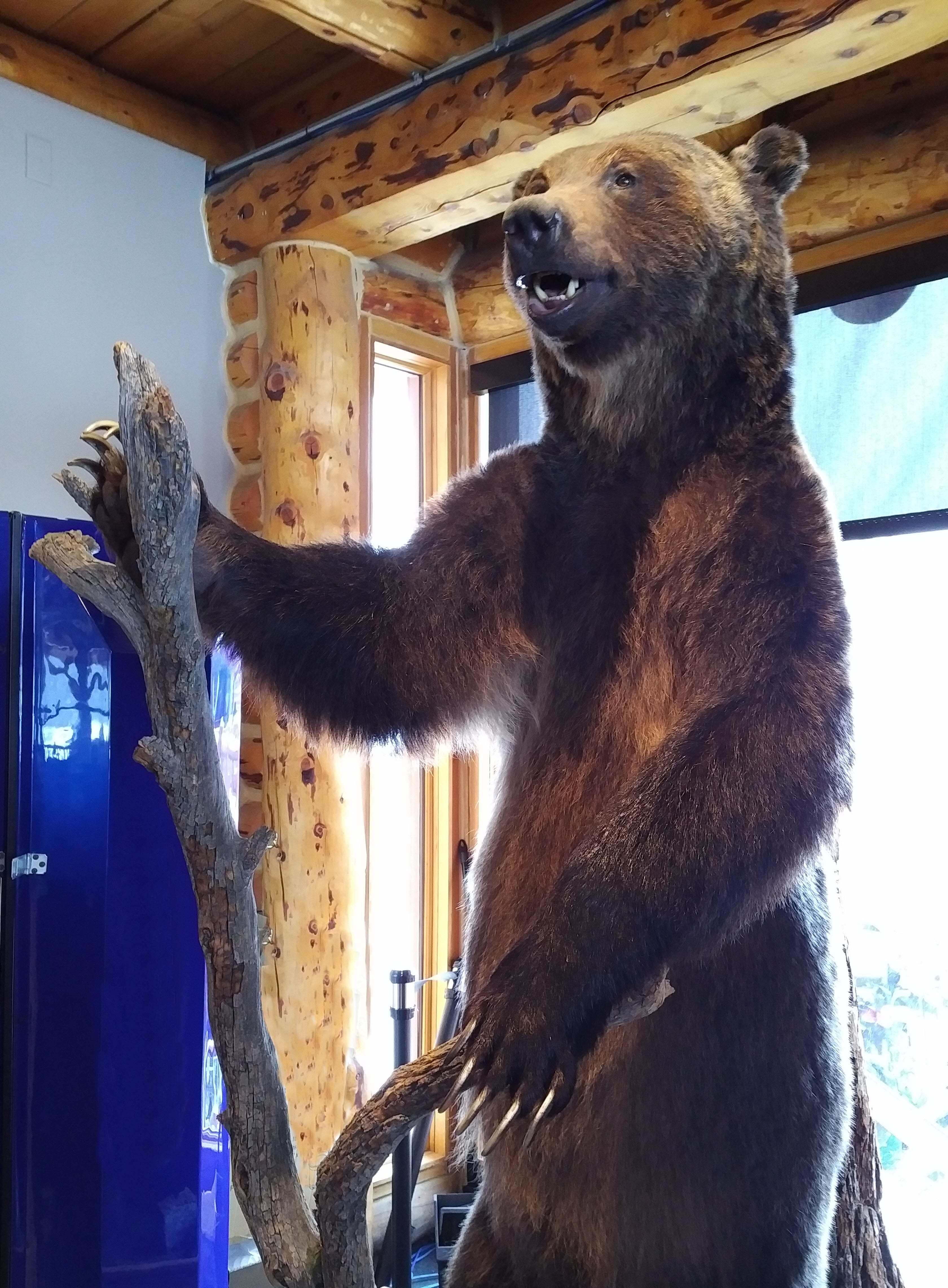
Grizzli empaillé, exposé à l'auberge de la station de ski de Lake Louise, dans le parc national de Banff, Canada. Ce spécimen mâle était immense. Lorsqu'il mourut le 14 mai 2009, il pesait 272 kilos et était âgé de 10 ans. Il est assez courant qu'un ours engraisse de 200 livres (91 kg) durant la période du printemps jusqu'à l'automne. Ce mâle aurait donc pu peser jusqu'à 363 kg ; il ne fait aucun doute que celui-ci était le mâle dominant du parc national de Banff.

- Un mâle a une taille d'environ 1,05 à 1,30 m au garrot. Le grizzli est un animal de taille moyenne si on le compare aux autres sous-espèces de l'ours brun. Cependant, sa particularité est de pouvoir se maintenir longtemps sur ses deux membres postérieurs, position donnant une agilité considérable à ses deux pattes avant en plus de l'aspect imposant qu'elle lui confère, ainsi dressé il atteint une hauteur maximum de 3,10 m.
- Sa masse varie de 190 à 350 kilogrammes pour le mâle et de 125 à 200 kilogrammes pour la femelle[3]. Son poids est assez faible comparé à certaines autres sous-espèces de l'ours brun, comme l'ours kodiak, qui peut atteindre un poids maximal de 850 kg (Le record est détenu par un mâle mort en 1987 dans un zoo du Dakota du Nord aux États-Unis, qui  pesait 1 090 kg).

### Fourrure

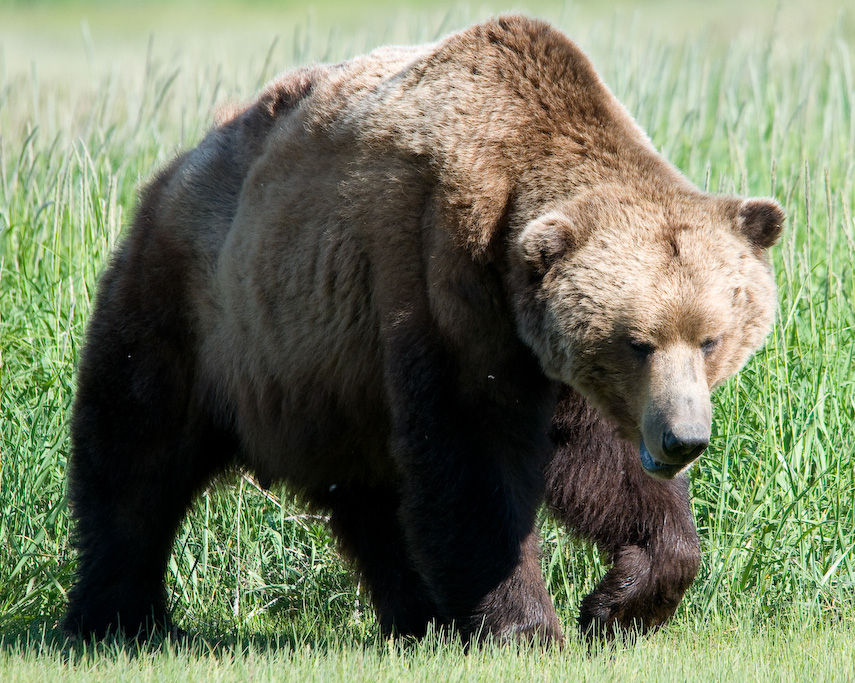
Un grizzli avec une fourrure bien fournie, à Hallo Bay dans le Parc national de Katmai, en Alaska.

Son pelage présente un dégradé de blond, brun et noir ou un mélange des trois. L'extrémité des poils de son pelage a souvent une teinte grise ce qui lui vaut son nom (en anglais, grizzle est une perruque de cheveux gris). Sa robe peut atteindre une épaisseur de six centimètres. Chaque année, les ours perdent leur ancienne fourrure d'hiver en se grattant ou se frottant contre un arbre.

### Performances physiques
Les pattes avant et les épaules du grizzli sont particulièrement massives et puissantes et lui permettent de creuser et de courir très vite. Sa tête, massive et ronde, présente un profil concave. En dépit de son poids et de sa taille, le grizzli est capable d'atteindre plus de 66 km/h à la course. Les grizzlis sont, de manière générale, moins bons grimpeurs que les ours noirs, notamment en raison de leurs griffes plus longues et moins recourbées, mais de nombreux individus savent néanmoins grimper aux arbres pour dénicher du miel ou poursuivre une proie. Le grizzli est un excellent nageur. Il utilise ses griffes pour se battre, chercher sa nourriture et marquer son territoire sur le tronc des arbres[réf. souhaitée].
La vue du grizzli est considérée comme à peu près équivalente à celle d'un homme (800 mètres devant lui), tandis que son ouïe serait plus fine. En revanche, son odorat est développé à l'extrême. Le grizzli se dresse souvent sur ses pattes arrière à la fois pour mieux voir et pour mieux sentir un objet ou un animal qui l'intrigue. Cette posture lui permet également de se grandir lors d'un affrontement avec un congénère.
Les Amérindiens l'appellent aussi « frère des hommes » car lorsqu'il se lève sur ses deux pattes on dirait une espèce d'homme.

## Différences avec les autres sous-espèces
Le grizzli est souvent confondu avec les deux autres sous-espèces américaines de l'ours brun, l'ours kodiak et le grizzli mexicain, mais ces dernières sont génétiquement et physiquement éloignées.

Diminution de la répartition du grizzli au courant des périodes post-glaciaire, historique et actuelle.

## Répartition
Le grizzli est originaire d'Amérique du Nord. Il préfère les terrains semi ouverts, généralement dans les régions montagneuses.
Au Canada, on le trouve en Colombie-Britannique, en Alberta, au Yukon, dans les Territoires du Nord-Ouest et au Nunavut. Aux États-Unis, il existe 1 100 à 1 200 grizzlis en dehors de l'Alaska répartis dans les États du Montana, de l'Idaho, du Wyoming et de Washington. Depuis 2007, le grizzli n'est plus considéré comme une espèce menacée au parc Yellowstone. En 1975, la population de grizzlis était estimée entre 136 et 312 individus ; en 2016, on en comptait 690.
Mais c'est en Alaska que l'espèce est la plus représentée : cet État de 1,5 million de km² abrite 98 % des grizzlis des États-Unis et 70 % de ceux répertoriés en Amérique du Nord. Leur population est estimée entre 35 000 et 45 000 individus. Ils sont protégés dans les grands parcs nationaux d'Alaska : par exemple, dans le parc de Katmai, la chasse à l’ours est interdite depuis 1907. En dehors de ces réserves naturelles, elle est autorisée mais il est interdit de tuer les mères et les oursons.
Sur l'île Kodiak et ses environs, une autre sous-espèce de l'ours brun est présente : l'ours kodiak.

## Biologie

### Régime alimentaire

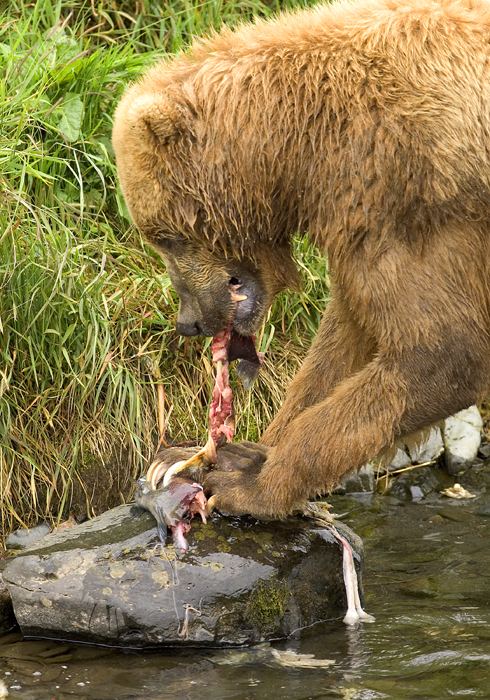
Un grizzli mangeant un saumon.

Le grizzli accumule 200 kg de graisse afin de traverser l'hiver dans un état de léthargie qui n'est toutefois pas une réelle hibernation. Le grizzli est omnivore, il se nourrit de plantes et de baies, de racines, de pousses et de fougères mais aussi de poissons, de palourdes, d'insectes et de petits mammifères. Mais le grizzli est également non seulement un chasseur confirmé de grands animaux mais aussi un cleptoparasite très efficace. On l'a ainsi observé chasser des bœufs musqué adultes, des bisons, jeunes ou adultes, s'attaquer à des ours noirs et les tuer,. Il n'hésite absolument pas à aller disputer aux loups leurs proies. D'une manière générale, les grands grizzli mâles adultes arrivent à dominer une meute complète de loups. Ainsi, dans le parc de Yellowstone on a observé un grizzli prendre le contrôle d'une carcasse où 14 loups se trouvaient. Dans un autre cas un ours a réussi à garder sa carcasse contre 24 loups,. En juin, l'herbe est grasse et mille fleurs y éclosent. Le grizzli les connaît par cœur : il ne les broute pas comme une vache, mais cueille avec soin les pousses les plus succulentes. Il connaît même, disent certains, leurs vertus médicinales. En été, il mange des baies de sureau et des canneberges.
C'est un animal solitaire, mais l'on retrouve des groupes d'environ douze ours, toutefois le long des torrents et rivières pendant la période où les saumons ainsi que les truites remontent le courant pour frayer. Vif comme l'éclair, il attrape les saumons à coups de patte.

### Habitat et pseudo-hibernation
En octobre, les pentes au nord se couvrent de blanc. Avant de gagner la tanière fermée par la neige où il dormira tout l'hiver, le grizzli gratte et peigne sa fourrure hivernale toute neuve qu'il perdra au printemps. Il se choisit une tanière protégée, une grotte, une crevasse ou un tronc creux pour passer les mois d'hiver à dormir. On a pu calculer qu'il passe environ la moitié de son existence en état de pseudo-hibernation. Contrairement à l'ours noir, le grizzli ne dort pas dans un profond sommeil : si on l'attaque il peut se réveiller et donc se défendre, ce qui n'est pas le cas de la plupart des ours.
Les femelles, lors de l'hibernation, donnent naissance à leurs petits en dormant.

### Reproduction
Le grizzli peut se reproduire dès l'âge de 4 à 6 ans. Le mâle dominant s’accouple avec plusieurs femelles à la fin du printemps. Chaque année, la femelle donne naissance de un à quatre petits qui ne sont pas plus gros que des rats à la naissance (un kilogramme). Les oursons naissent en janvier ou février dans l'obscurité de la tanière maternelle, la gestation durant environ 7 mois. Ils sont allaités par leur mère jusqu'à 18 mois. Les jumeaux sont fréquents. Les oursons quittent leur mère dans leur troisième ou quatrième année. Cependant, deux tiers des oursons meurent avant d'atteindre leur premier anniversaire. Certains mâles tuent les oursons des portées même si d'autres peuvent aussi bien protéger leur femelles que leurs petits.

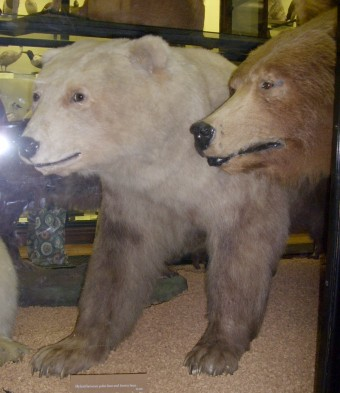
Grolar au Rothschild Museum, Tring.

#### Hybridation
Le grizzli peut s'hybrider avec l'ours blanc. Le résultat de cette hybridation est appelé « grolar » ou « pizzly » (ours polaire se disant « polar bear » en anglais).

### Espérance de vie
Le grizzli a une espérance de vie moyenne de trente ans.

### Comportement
Le grizzli n'est pas un animal territorial, au sens où il ne défend pas un territoire exclusif contre ses congénères. En général, les territoires des différents individus se chevauchent les uns les autres. Ces territoires peuvent être assez grands dans les zones modérément riches en nourriture, ou très réduits dans certaines zones riches en saumon sauvage du Nord-Ouest de l'Amérique du Nord. Dans ces dernières, on peut rencontrer un grand nombre de grizzlis, plus aisés à approcher qu'ailleurs en raison d'une sensibilité moindre du fait du contact permanent avec leurs congénères. En effet, s'il ne défend pas de territoire, le grizzli défend un « espace personnel » qui peut aller d'une cinquantaine de mètres dans les régions où il vit solitaire à beaucoup moins dans les régions de forte concentration. Cela signifie que si un congénère, ou un homme, pénètre dans cette zone, il déclenchera soit une fuite, soit une attaque. La plupart des attaques contre les hommes en Amérique du Nord sont dues à une irruption dans l'espace personnel de l'ours, trop rapide ou dans des conditions telles (absence de visibilité due à la végétation par exemple) que l'ours n'a pas eu le temps de s'éloigner. La présence d'oursons que la mère protège, ou d'une carcasse d'animal dont l'ours était en train de se nourrir, augmentent également la sensibilité de l'ours à une approche humaine et accroissent la probabilité que l'ours choisisse l'attaque plutôt que la fuite. Une telle attaque, dite défensive, se limite souvent à une charge interrompue juste avant le contact avec l'homme. Elle peut cependant, dans certains cas, aller jusqu'au contact et à des blessures graves ou mortelles pour la victime (environ 3 morts par an dans toute l'Amérique du Nord). Il arrive enfin que le grizzli ait, dans des cas extrêmement rares, un comportement de prédation envers l’Homme. Les attaques, bien que relativement rares, sont très médiatisées. C'est le cas de celles, fatales, qu'ont subi une mère québécoise, Valérie Théoret, et son bébé Adèle Roesholt, en novembre 2018 
et de celle de l'artiste franco-canadien Julien Gauthier au mois d’août 2019 .
On ignore encore beaucoup du comportement et des mœurs du grizzli, la majorité des observations étant faites dans des endroits à forte concentration d'ours où leur comportement est sans doute très différent de celui des ours plus solitaires. Cette méconnaissance explique en partie, avec la complexité inhérente au comportement animal, la réputation du grizzli d'être imprévisible.

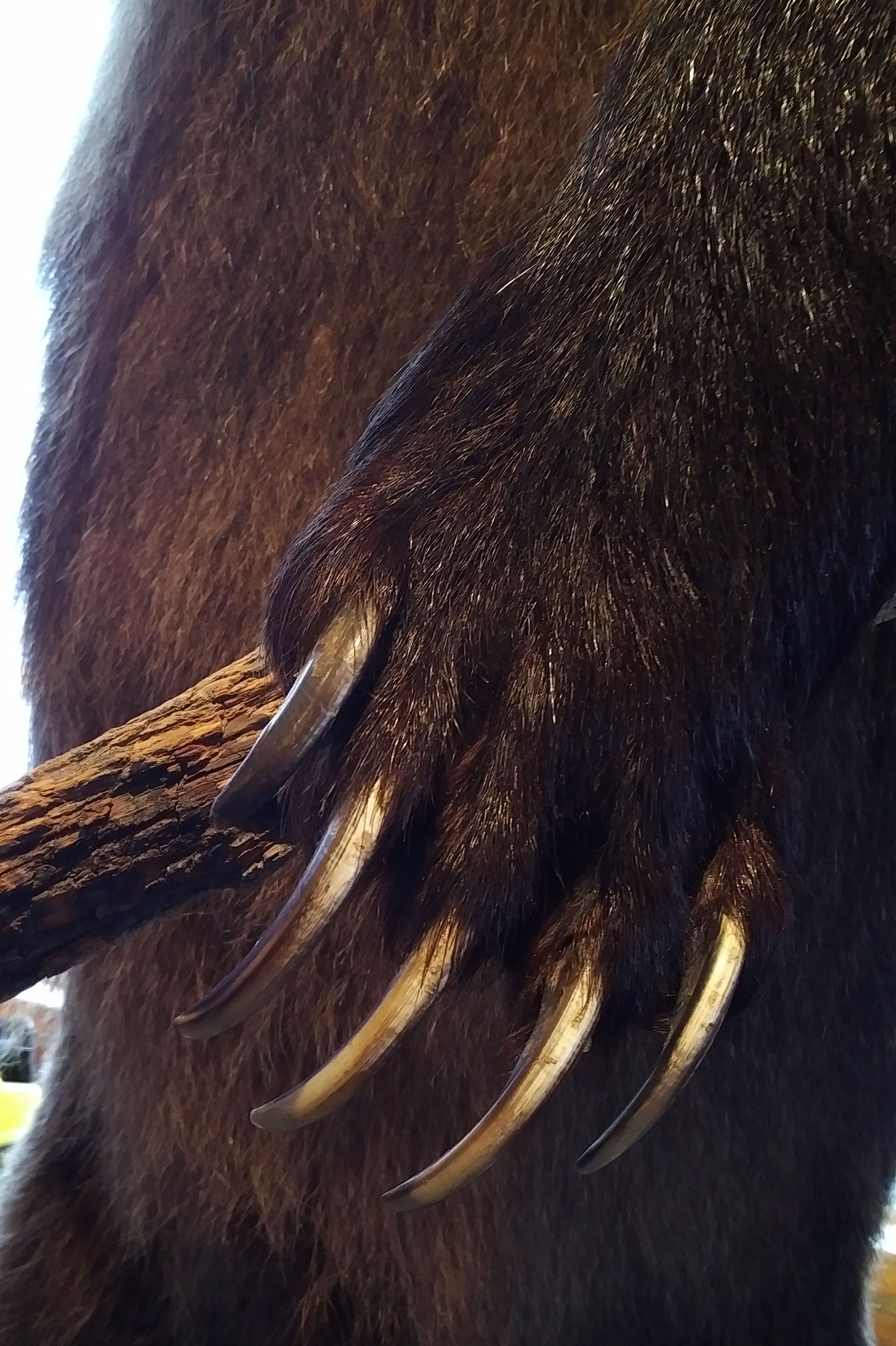
Griffes d'un grizzli empaillé, Lake Louise, Parc de Banff, Alberta.

## Empreinte
L'empreinte du grizzli se reconnaît à son coussin de forme ovale avec cinq orteils au sommet de l'empreinte de la patte arrière. La patte avant présente un coussin plus petit. L'empreinte s'accompagne généralement de traces de griffes qui sont deux fois plus longues que les empreintes des orteils.

## Protection et gestion des populations
En 2007, le grizzli a été retiré de la liste des espèces menacées du parc de Yellowstone au motif que sa population, qui était estimée comprise entre 136 et 312 individus en 1975, dépassait alors un seuil supposé suffisant de 500 individus pour le Greater Yellowstone Ecosystem ; bien que limitée à 150 individus dans le parc stricto sensu,, certains craignant que ce déclassement entraîne des autorisations de chasse au grizzli qui menaceraient à nouveau l'animal. Des groupes environnementalistes et des tribus amérindiennes ont poursuivi l'État devant les tribunaux pour qu'il revienne sur cette action, ce qui fut fait mi-2019, quand le US Fish and Wildlife Service (FWS) a dû réintégrer le grizzli dans la liste des espèces menacées (dans et autour du parc) à la suite d'une décision juridique de 2018 précisant comment compter avec précision et restaurer sa population et considérant le retrait des grizzlis de la liste des espèces protégées comme une violation de la Loi sur les espèces en voie de disparition. Deux sénateurs républicains du Wyoming (Mike Enzi et Liz Cheney) ont néanmoins présenté début 2019 un projet de loi visant à nouveau à réautoriser la chasse au Grizzly, estimant que la population d'ours de Yellowstone s'est rétablie à un niveau satisfaisant.

## Galerie

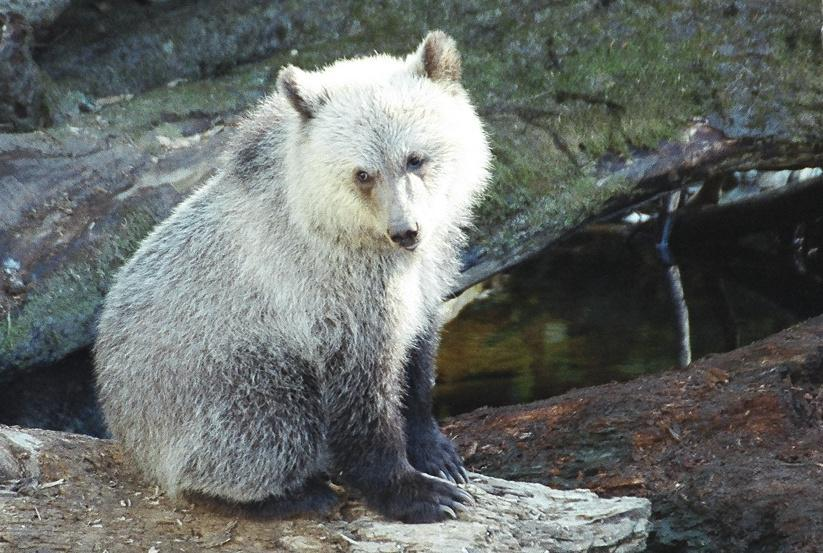
Un jeune grizzli.
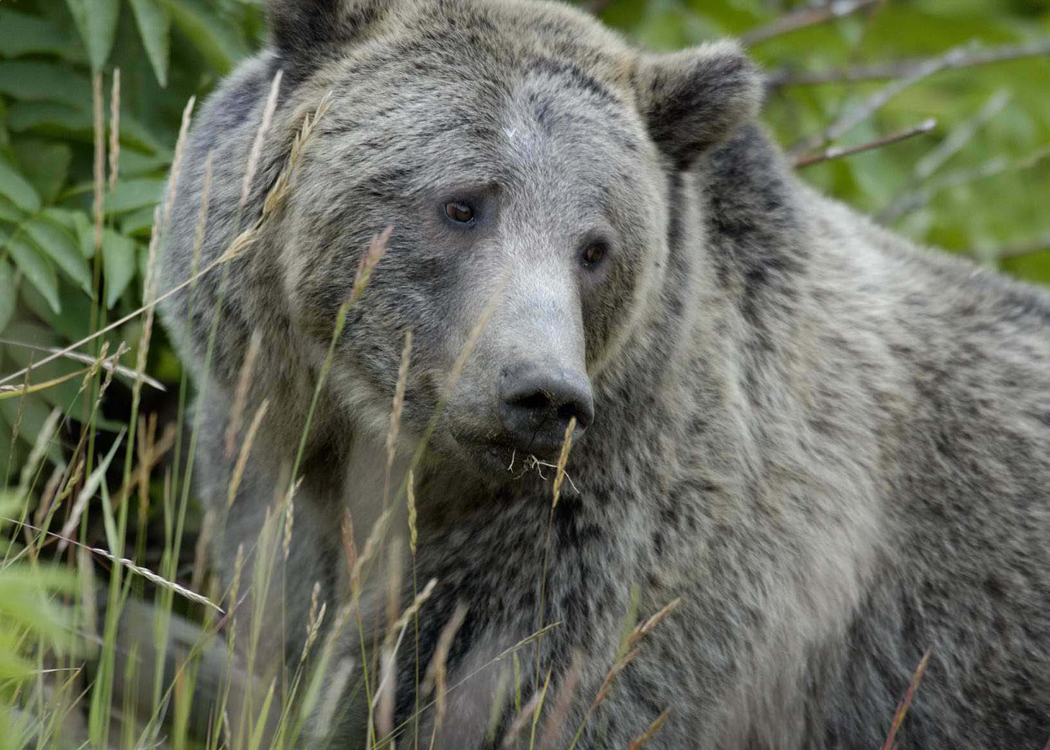
Un grizzli dans le parc national de Yellowstone.
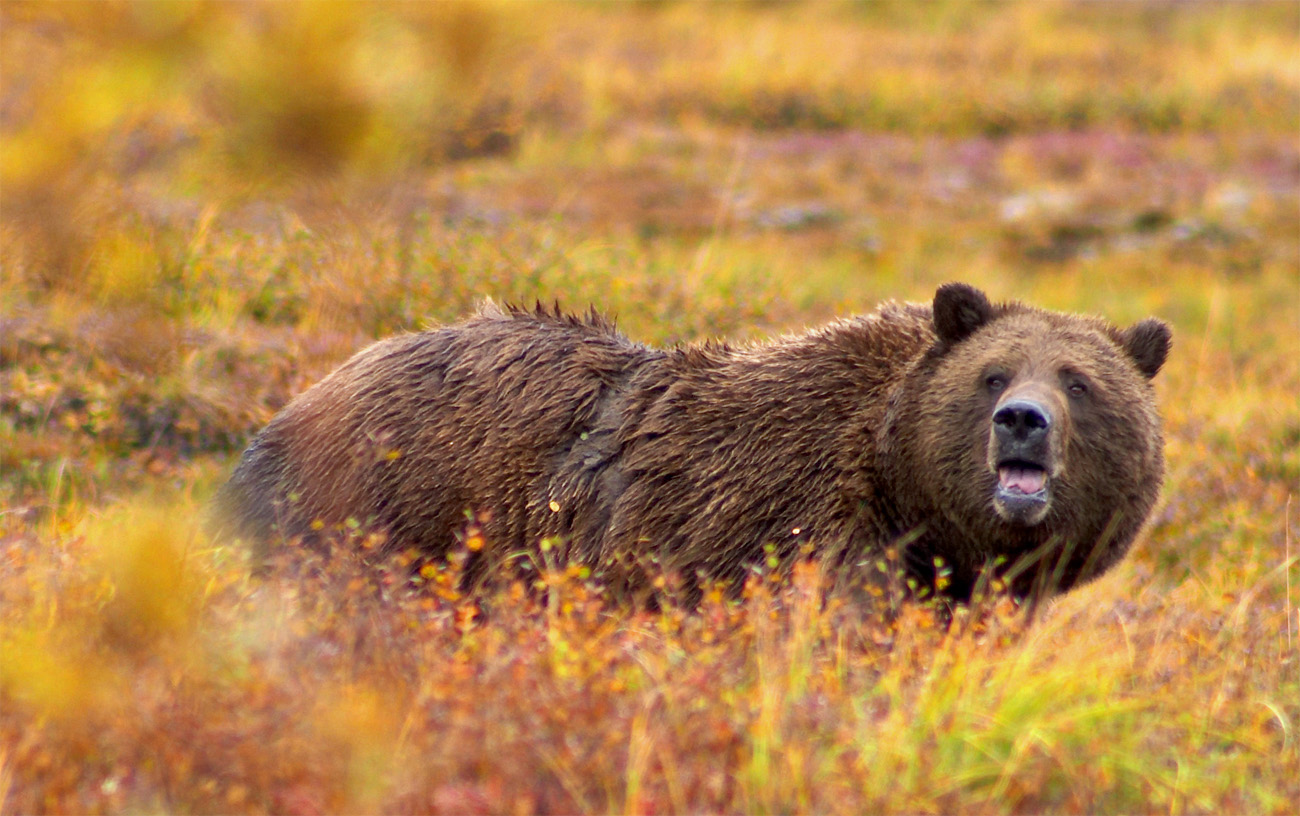
Grizzli dans le parc national et réserve du Denali, Alaska.
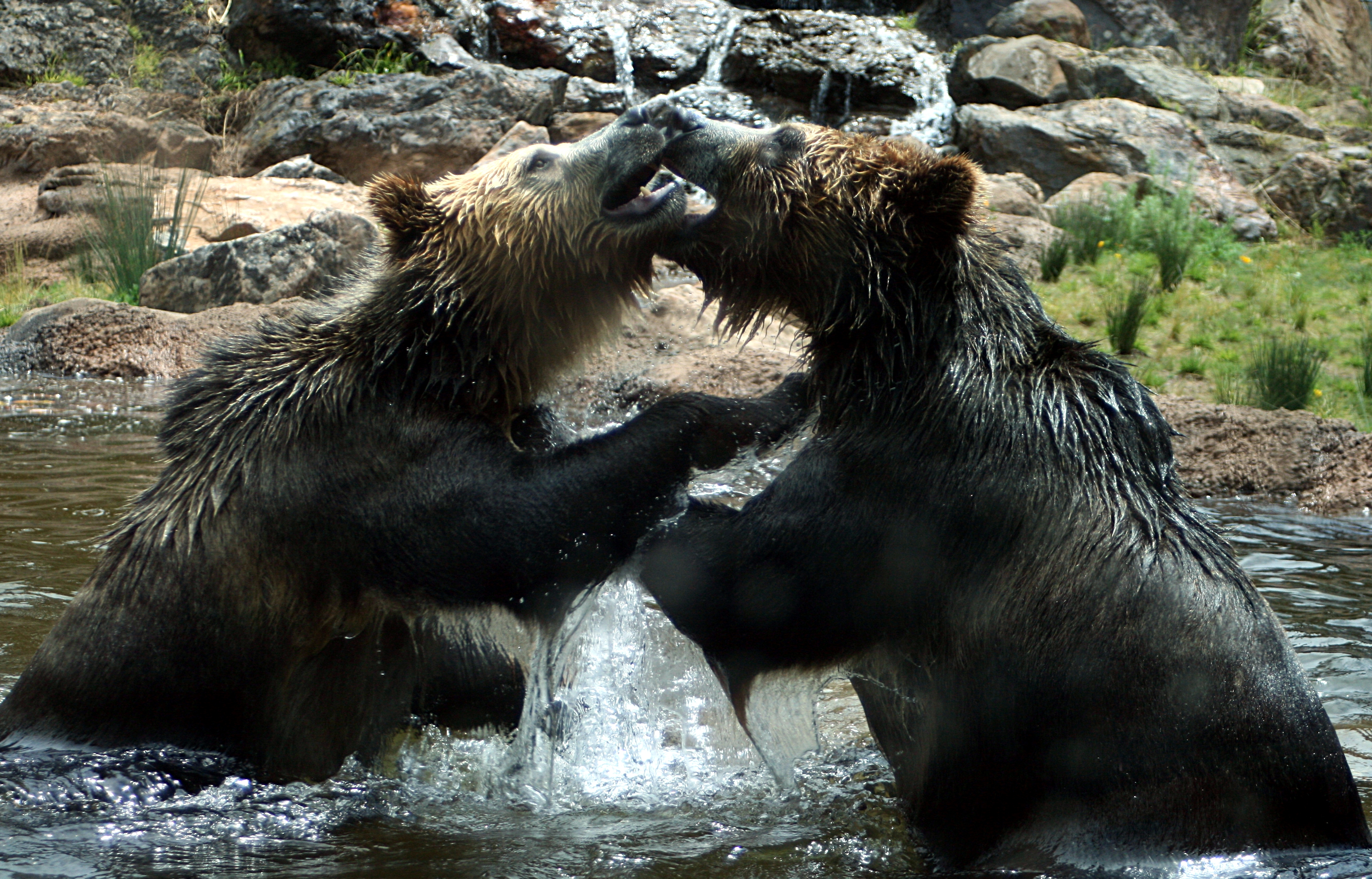
Deux grizzlis adultes se battant entre eux.
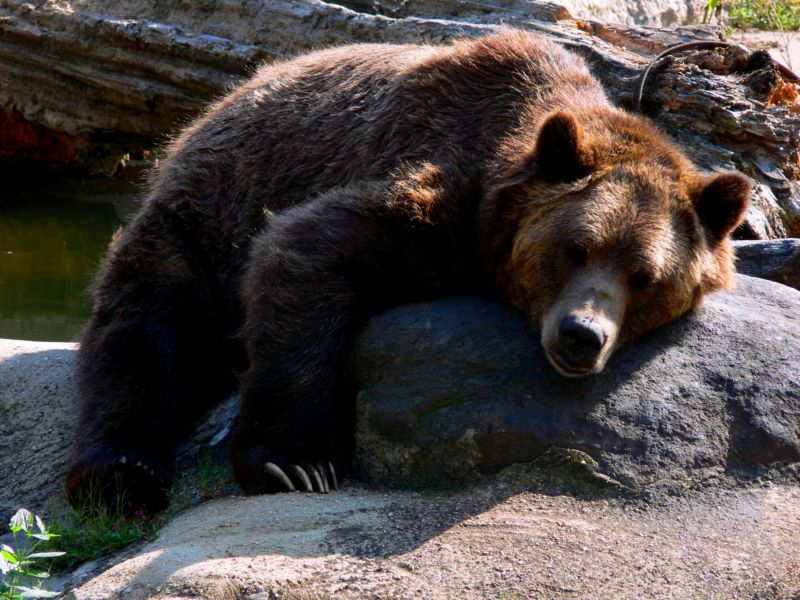
Grizzli adulte se reposant.

## Dans la culture populaire
Le Grizzli est parfois choisi comme mascotte par des équipes sportives. Et cela même dans des pays où cet animal n'est pas répandu. C'est le cas notamment de l'équipe française de rugby à XIII de Limoux. Mais il est plutôt choisi comme mascotte par des équipes sportives nord-américaines, comme en basket-ball avec l'équipe des Grizzlies de Memphis aux États-Unis.
Une danse américaine du début du XXe siècle est nommée Grizzly Bear pour ses mouvements ressemblant à ceux d'un ours dansant.
Dans le parc national de Katmai, en Alaska, est organisée chaque année la Fat Bear Week, un concours sur Internet pour élire le grizzli s'étant le plus engraissé lors des mois d'été.